# CART World Series 1989
CART World Series 1989 vanns av Emerson Fittipaldi, som blev den förste mästaren i serien som inte var medborgare i USA.

## Delsegrare
| Datum        | Bana         | Bantyp        | Vinnare            | Team                | Rapport |
| ------------ | ------------ | ------------- | ------------------ | ------------------- | ------- |
| 9 april      | Phoenix      | Liten oval    | Rick Mears         | Penske Racing       | *       |
| 23 april     | Long Beach   | Stadsbana     | Al Unser Jr.       | Galles Racing       | *       |
| 28 maj       | Indianapolis | Oval          | Emerson Fittipaldi | Patrick Racing      | *       |
| 4 juni       | Milwaukee    | Liten oval    | Rick Mears         | Penske Racing       | *       |
| 18 juni      | Detroit      | Stadsbana     | Emerson Fittipaldi | Patrick Racing      | *       |
| 25 juni      | Portland     | Racerbana     | Emerson Fittipaldi | Patrick Racing      | *       |
| 9 juli       | Cleveland    | Flygplatsbana | Emerson Fittipaldi | Patrick Racing      | *       |
| 16 juli      | Meadowlands  | Stadsbana     | Bobby Rahal        | Kraco Racing        | *       |
| 23 juli      | Toronto      | Stadsbana     | Michael Andretti   | Newman/Haas Racing  | *       |
| 6 augusti    | Michigan 500 | Oval          | Michael Andretti   | Newman/Haas Racing  | *       |
| 27 augusti   | Pocono       | Oval          | Danny Sullivan     | Penske Racing       | *       |
| 3 september  | Mid-Ohio     | Racerbana     | Teo Fabi           | Porsche Motorsports | *       |
| 17 september | Road America | Racerbana     | Danny Sullivan     | Penske Racing       | *       |
| 24 september | Nazareth     | Liten oval    | Emerson Fittipaldi | Patrick Racing      | *       |
| 8 oktober    | Laguna Seca  | Racerbana     | Rick Mears         | Penske Racing       | *       |

## Slutställning
| Plats | Förare             | Team                                  | Poäng |
| ----- | ------------------ | ------------------------------------- | ----- |
| 1     | Emerson Fittipaldi | Patrick Racing                        | 196   |
| 2     | Rick Mears         | Penske Racing                         | 186   |
| 3     | Michael Andretti   | Newman/Haas Racing                    | 150   |
| 4     | Teo Fabi           | Porsche Motorsports                   | 141   |
| 5     | Al Unser Jr.       | Galles Racing                         | 136   |
| 6     | Mario Andretti     | Newman/Haas Racing                    | 110   |
| 7     | Danny Sullivan     | Penske Racing                         | 107   |
| 8     | Scott Pruett       | Truesports Co.                        | 101   |
| 9     | Bobby Rahal        | Kraco Racing                          | 88    |
| 10    | Arie Luyendyk      | Dick Simon Racing                     | 75    |
| 11    | Raul Boesel        | Doug Shierson Racing                  | 68    |
| 12    | Derek Daly         | Raynor Motorsports Group              | 25    |
| 13    | Pancho Carter      | Leader Cards Racing Dale Coyne Racing | 18    |
| 14    | Kevin Cogan        | Machinists Union Racing               | 18    |
| 15    | Scott Brayton      | Dick Simon Racing                     | 17    |
| 16    | Al Unser           | Penske Racing                         | 14    |
| 17    | John Jones         | Protofab Racing                       | 14    |
| 18    | A.J. Foyt          | A.J. Foyt Enterprises                 | 10    |
| 19    | Dominic Dobson     | Bayside Racing                        | 10    |
| 20    | Bernard Jourdain   | Andale Racing                         | 10    |